# آلکسی رامیرس
آلکسی رامیرس (انگلیسی: Alexei Ramírez؛ زادهٔ ۲۲ سپتامبر ۱۹۸۱) بازیکن بیس‌بال اهل کوبا است.
وی در مسابقات کشوری و بین‌المللی در مجموع برندهٔ ۵ مدال طلا، ۱ مدال نقره شده‌است.